# Raça Negra
Raça Negra (Portugees voor "zwart ras") is een Braziliaanse pagode-band uit São Paulo.
De band werd opgericht in 1983, maar het eerste album werd pas in 1991 uitgebracht nadat een demonstratieopname naar RGE  werd gestuurd. Talloze hits in Brazilië waren het gevolg en gedurende het decennium nadien gingen miljoenen albums over de toonbank en verschenen ze meer dan eens op de Braziliaanse televisie. Hits waren onder meer Caroline, Quero Ver Você Chorar, Somente Você, Chega, Cigana, Quando Te Encontrei, Cheia de Manias, Doce Paixão en Me Leva Junto com Você.
Een internationale doorbraak kwam op gang naar aanleiding van een vergissing bij een Braziliaanse cd-perser in 1999. Honderden cd-roms van AOL bevatten abusievelijk een Raça Negra-album in plaats van programmatuur.
Merkwaardig is dat de groep geen cavaquinho- of banjospeler heeft, zeer gebruikelijk in het pagodegenre.

## Leden
Huidig
- Luiz Carlos - zang, gitaar
- Paulinho - bas
- Fernando Monstrinho
- Fininho (João Roberto)
- Fena - slagwerk
- Edson Café

Voormalig
- Gabú (1991–1997) - slagwerk

## Discografie
- Raça Negra Vol. 10 (2001)
- Raça Negra Ao Vivo - Vol. 2 (2000) (live)
- Raça Negra Ao Vivo - Vol. 1 (2000) (live)
- Vem pra ficar (2000)
- Raça Negra Ao Vivo 2 (1999)
- Raça Negra Vol. 9 (1998)
- Raça Negra Vol. 8 (1997)
- Raça Negra Vol. 7 (1996)
- Raça Negra Ao Vivo (1996)
- Raça Negra Vol. 6 (1995)
- Raça Negra Vol. 5 (1994)
- Raça Negra Vol. 4 (1993)
- Raça Negra Vol. 3 (1993)
- Raça Negra Vol. 2 (1992)
- Raça Negra Vol. 1 (1991)